# Casa de Margaride

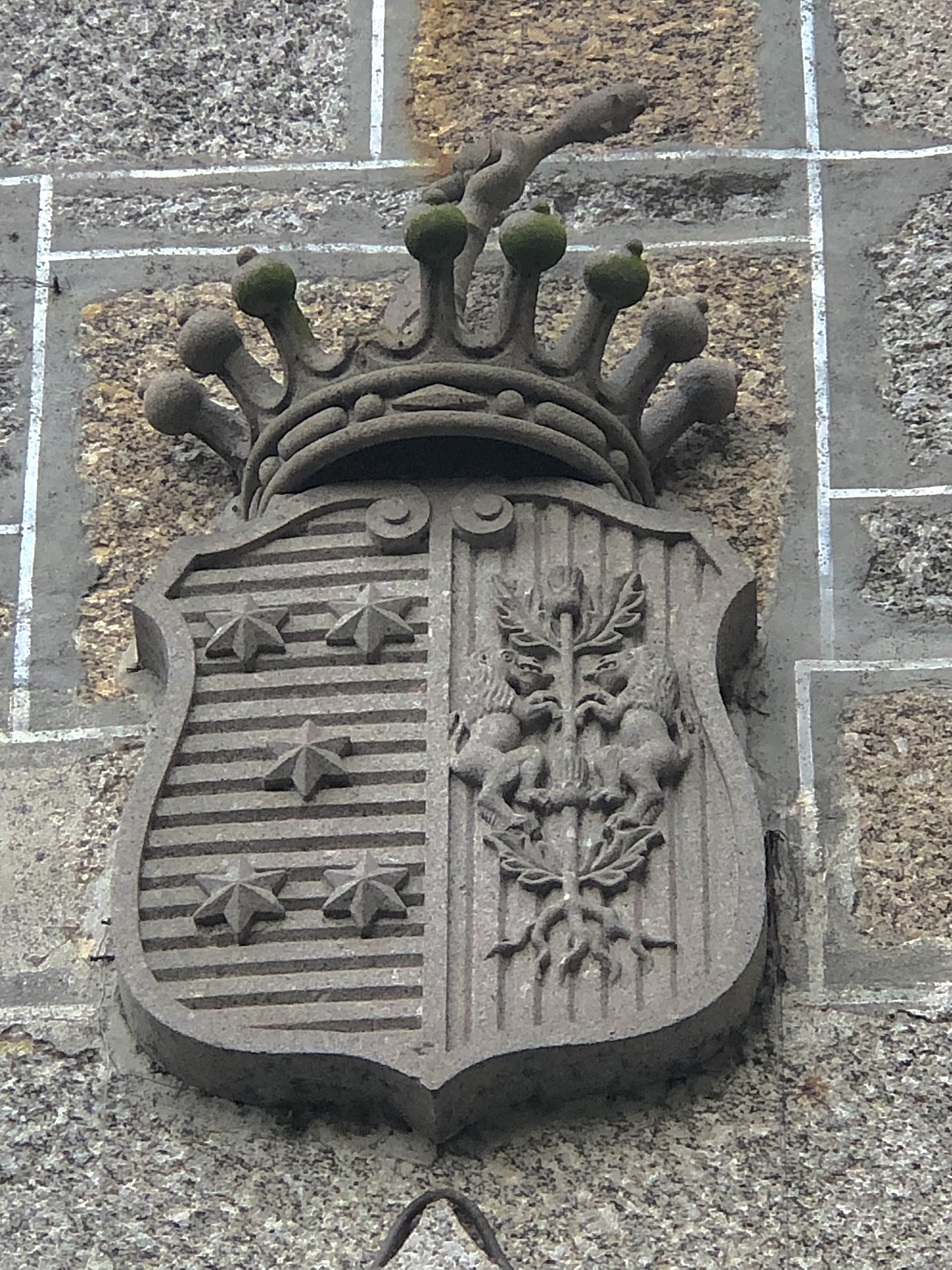
Brasão da Casa de Margaride.

A Casa de Margaride, ou Casa e Quinta de Margaride, localiza-se na freguesia de Mesão Frio, município de Guimarães, distrito de Braga, em Portugal.
Pela Portaria nº 740-FI/2012, de 13.12.2012, a Casa de Margaride, o seu jardim, suas dependências agrícolas e mata adjacente, foram classificadas como Monumento de Interesse Público.

## História
A primeira senhora de que há notícia da quinta de Margaride foi a condessa Mumadona Dias, fundadora do Mosteiro de Santa Maria de Guimarães, que a legou a Sesita e a sua filha Bronili, religiosas professas. A 14 de junho de 1021 esta última vendeu a sua "villa margaridi" a Idila e sua esposa Astileova. Idila, a seu tempo, conjuntamente com as suas filhas Bronili e Felícia, vendeu-a, a 9 de fevereiro de 1044, a Dona Elsinda, também religiosa professa. Em 1059 Fernando I de Leão, em seu inventário de propriedades e igrejas em Guimarães, ao tratar desta paróquia menciona apenas a igreja de São Romão de Mesão Frio e a quinta de Margaride.
Séculos mais tarde, por doação de 18 de maio de 1314, a quintã de Margaride transita para a posse do Cabido da Colegiada de Nossa Senhora da Oliveira de Guimarães. Este fato determinará que, a partir de 7 de novembro de 1423, esta propriedade passe a beneficiar do importante "Privilégio das Tábuas Vermelhas", concedido nessa data por João I de Portugal à Colegiada de Guimarães.
Ao longo dos séculos sucederam-se os emprazamentos até que, em meados do século XVII, o domínio da quinta de Margaride recai na família dos condes de Margaride em cuja descendência se conserva até aos nossos dias.

## Características
A primeira descrição da casa data de 1507, e informa: "Casa torre, telhada, com três portas d'arco onde mora João Gonçalves".
Atualmente a casa é composta por três corpos distintos:
- um tardo-medieval, apoiado numa torre de planta quadrangular, cujo último pavimento foi demolido nos finais do século XIX;
- um outro corpo, existente já em 1507, sendo a varanda construída nos finais do século XVII;
- o último e mais elevado corpo é fruto das obras de ampliação ocorridas no final do século XIX, quando ai se instalou Henrique Cardoso de Macedo Martins e Menezes, filho primogénito e sucessor de seu pai, o 1º conde de Margaride.
- é também do final do século XVII o arranjo do terreiro da Casa com a construção de um conjunto de muros, pirâmides, fonte com seu tanque de água, tudo numa gramática tardo-maneirista, conjunto este edificado aquando da construção dos jardins.